# Finn Olav Gundelach
Finn Olav Gundelach (Vejle, 23 aprile 1925 – Strasburgo, 13 gennaio 1981) è stato un diplomatico e politico danese.
È stato ambasciatore, vice direttore generale del GATT e commissario europeo.

## Biografia

### Estrazione e formazione
Gundelach era figlio di un insegnante. Studiò economia a Vejle ed Aarhus. Durante gli studi si impegnò notevolmente nella politica studentesca e divenne vicepresidente dell'associazione studentesca nazionale.

### Carriera diplomatica
Nel 1953 Gundelach entrò nel servizio diplomatico danese e fu nominato capo di sezione al ministero degli esteri. Nel 1955 venne nominato rappresentante permanente della Danimarca presso l'ufficio delle Nazioni Unite per l'Europa a Ginevra.

#### Direttore del GATT
Nel 1959 Gundelach fu nominato direttore del dipartimento per la politica commerciale del GATT. Nel 1961 fu promosso assistente segretario, nel 1962 vice segretario e nel 1965 vice direttore generale del GATT. Ebbe un ruolo particolarmente importante nei negoziati del Kennedy Round per la riduzione delle tariffe doganali.

### Commissario europeo
Nel 1967 Gundelach fu nominato ambasciatore della Danimarca presso le Comunità europee e negli anni successivi seguì da vicino i negoziati per l'ingresso del suo paese nelle Comunità.
Dopo l'ingresso della Danimarca nelle Comunità europee avvenuto nel 1973 Gundelach fu nominato commissario europeo. Entrò a far parte della Commissione Ortoli il 6 gennaio 1973 e ricevette la delega al mercato interno e all'unione doganale. Gundelach fece parte anche della successiva Commissione Jenkins tra il gennaio 1977 ed il gennaio 1981, in cui fu vicepresidente e commissario per l'agricoltura e la pesca. Come commissario per l'agricoltura Gundelach propose misure per limitare la sovrapproduzione di latte. Fu riconfermato nell'incarico nella successiva Commissione Thorn, ma morì improvvisamente una settimana dopo l'inizio del mandato.
Gundelach è stato considerato come il danese più influente a livello globale durante gli anni Settanta. Fu un sostenitore convinto dell'integrazione europea, anche se rimase scettico sulla retorica europeista e sui progetti utopici di rafforzamento dell'integrazione. Politicamente Gundelach era vicino ai socialdemocratici, ma rimase attento a dialogare con le diverse realtà politiche.